# Alain IV. (Bretagne)

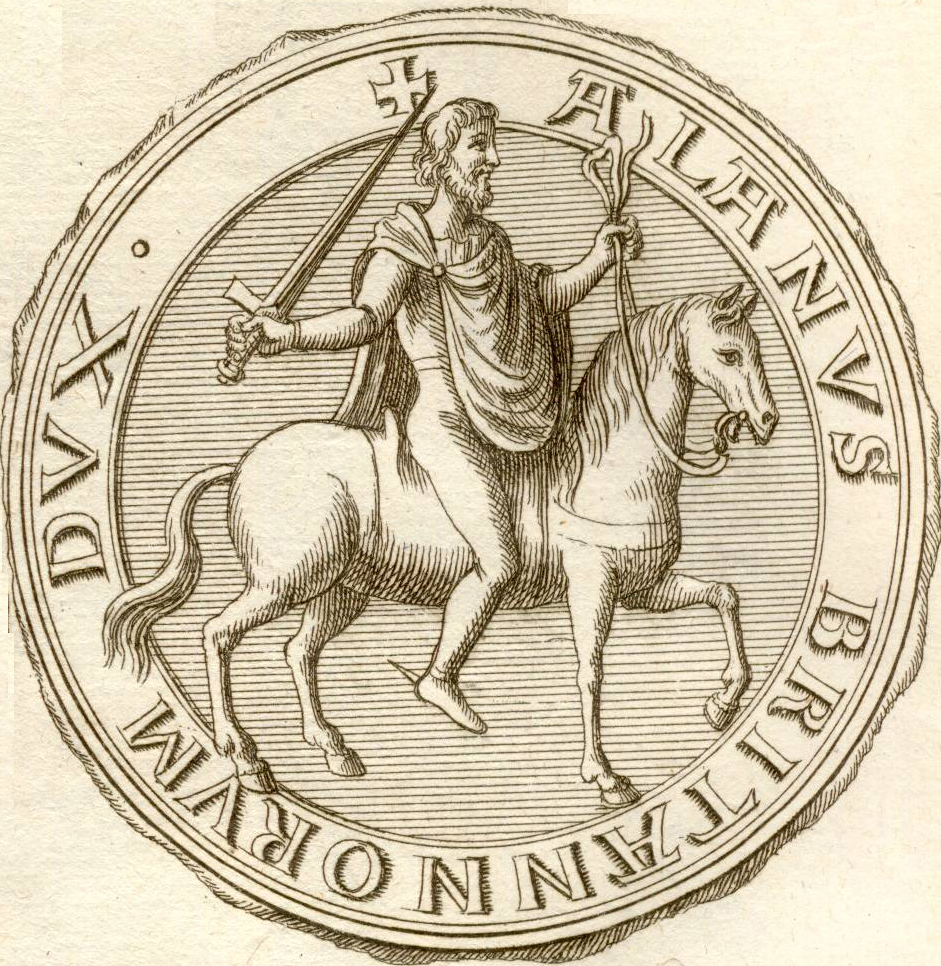
Alain IV.

Alain IV. (* vor 1072; † 1119) war Herzog von Bretagne sowie Graf von Rennes und Graf von Nantes. Er ist auch als Alain Fergant bekannt, was in der bretonischen Sprache „Alain der Jüngere“ bedeutet.
Er war der Sohn des Herzogs Hoël II. aus dem Haus Cornouaille und der Havise von Bretagne († 1072) aus dem Haus Rennes. Beim Tod seines Vaters 1084 erbte er das aus dem Recht seiner Mutter stammende Herzogtum Bretagne, während sein Bruder Matthias II. die väterliche Grafschaft Nantes erbte. Im selben Jahr starb auch sein Onkel Gottfried Grenonat, der als Vasall des Herzogs von Bretagne Graf von Rennes war, woraufhin Alain die Grafschaft einzog und in sein Herzogtum eingliederte. Als sein Bruder Matthias 1103 ohne Erben starb, wurde Alain auch Graf von Nantes.
Alain IV. sah sich einer Invasion Wilhelm des Eroberers gegenüber, aufgrund der er sein Herzogtum 1086 aufgeben musste. Der im selben Jahr geschlossene Frieden war mit Alains Hochzeit mit Wilhelms Tochter Konstanze verbunden, weswegen er verdächtigt wird, für ihren Tod durch Gift im Jahr 1090 verantwortlich zu sein: Wilhelm von Malmesbury berichtet, sie sei getötet worden, weil sie zu konservativ für den bretonischen Hof war.
Er heiratete 1093 erneut, Ermengard von Anjou, Tochter des Grafen Fulko IV. von Anjou und Tours († 1146), geschiedene Gattin des Herzogs Wilhelm IX. von Aquitanien. Mit ihr hatte er drei Kinder:
- Conan III. (1095–1148), Erbe des Herzogtums;
- Havise, ⚭ Graf Balduin VII. von Flandern;
- Gottfried († 1106 in Jerusalem).

1096 nahm er zusammen mit Herzog Robert II. von der Normandie am Ersten Kreuzzug teil. Bis er 1101 zurückkehrte, führte seine Frau Ermengard die Regentschaft in der Bretagne. Er war kein populärer Herzog, weshalb er sich 1112 gezwungen sah, zu Gunsten seines Sohnes Conan abzudanken. Er zog sich in das Kloster von Redon zurück, wo er 1119 starb.
Neben seinen ehelichen Kindern hatte er mindestens einen unehelichen Sohn, nämlich Brian FitzCount.